# Monte Sidley
El monte Sidley es el volcán más alto de la Antártida, es miembro de las Siete Cumbres Volcánicas, su cumbre se encuentra a una elevación de 4181-4285 m. Es un volcán en escudo macizo, casi todo cubierto de nieve, es la montaña más alta y más impresionante de los cinco volcanes que forman la cordillera Comité Ejecutivo en la tierra de Marie Byrd. La montaña se destaca por su espectacular caldera de 5 km de ancho sobre el flanco sur y se encuentra al noreste del monte Waesche en el sector sur de la cordillera.
El monte fue descubierto por el contraalmirante Richard E. Byrd durante un vuelo el 18 de noviembre de 1934, y él la nombró en honor a Mabelle E. Sidley, la hija de William Horlick quien fue uno de los financiadores de la Expedición Antártica Byrd 1933-35.
El volcán es poco conocido aun en el ámbito del montañismo comparado con el monte Erebus que es mucho más famoso, y es el segundo volcán más alto de la Antártida que se encuentra cerca de las bases de Estados Unidos y Nueva Zelanda en la isla Ross.
El primer ascenso del que existan registros al monte Sidley lo realizó Bill Atkinson de Nueva Zelanda el 11 de enero de 1990, mientras trabajaba como apoyo a un grupo científico de campo del USAP.

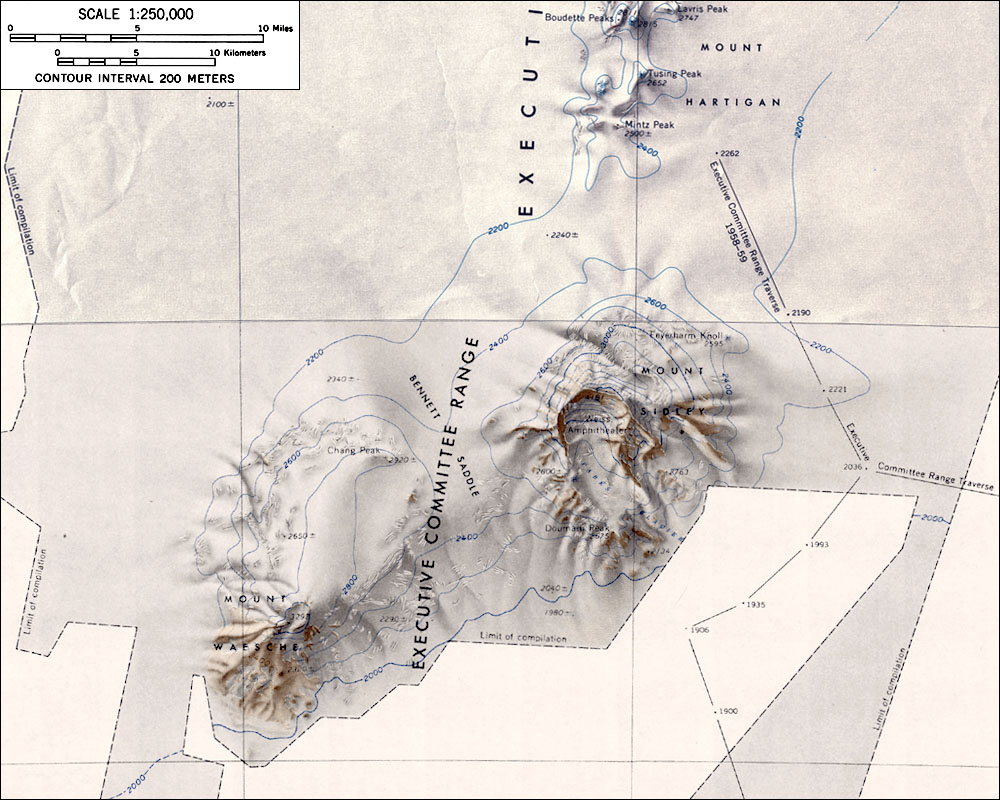
Mapa topográfico de los montes Sidley y Waesche (escala 1:250 000)